# Fafaya
Fafaya es una localidad de la prefectura de Koubia en la región de Labé, Guinea, con una población censada en marzo de 2014 de 20 202 habitantes.
Se encuentra ubicada al norte del país, cerca de la frontera con Senegal.